# Moto Club de São Luís
El Moto Club de São Luís o conocido simplemente como Moto Club es un club de fútbol de la ciudad de São Luís, estado de Maranhão en la Región Nordeste de Brasil. El club fue fundado el 12 de septiembre de 1937 y es uno de los clubes más grandes y populares del estado de Maranhão. Su sede se encuentra en San José de Ribamar, municipio de la Región Metropolitana de São Luís.
Sus colores son el rojo y el negro y sus clásicos rivales son el club Sampaio Corrêa y el Maranhão AC.

## Historia
El club fue fundado el 12 de septiembre de 1937 en la casa número 486 de la calle de la Paz, centro de São Luís, donde residió por mucho tiempo César Alexandre Aboud el primer presidente del club, el Moto Club nació bajo el nombre de Ciclo Moto, cuyo objetivo era participar de las modalidades deportivas de motociclismo y ciclismo, bastante practicadas en aquella época. Sin embargo, es en el fútbol en que el Moto Club ha alcanzado gran notoriedad, consiguió sus primeros títulos y de forma increíble, pues fueron siete títulos consecutivos del Campeonato Maranhense desde 1944 a 1950, recordados hasta hoy por sus aficionados, convirtiéndose en el único heptacampeón del estado. 
En participaciones en torneos nacionales, ha estado presente en 11 ediciones del Campeonato Brasileño de Serie A desde 1971, 13 participaciones en la Serie B y en 12 ediciones de la Copa do Brasil.
En el Torneo de Serie D 2016 alcanza las semifinales del campeonato, logrando el ascenso a la Serie C-2017 tras 12 años.

## Estadio
Los partidos en casa del club se juegan generalmente en el Estadio Governador João Castelo, popularmente conocido como Castelão, que tiene una capacidad máxima para 40,000 personas. El club también juega en su Estadio Nhozinho Santos que posee una capacidad máxima de 11,000 personas.

## Entrenadores
- Ruy Scarpino (?–febrero de 2017)[5]
- Marcinho Guerreiro (interino- febrero de 2017)[5]
- Marcelo Vilar (febrero de 2017–?)[6]
- Marcinho Guerreiro (abril de 2017–?)[7]
- Leston Júnior (abril de 2017–julio de 2017)[8][9]
- Marcinho Guerreiro (?–mayo de 2018)[10]
- Luís Miguel (mayo de 2018–?)[11][10]
- Marcinho Guerreiro (octubre de 2019–noviembre de 2019)[12][13]
- Leandro Campos (noviembre de 2019–febrero de 2020)[14][15]
- Dejair Ferreira (interino- febrero de 2020–2020)[15][16]
- Léo Goiano (octubre de 2020–diciembre de 2020)[17][18]
- Fábio Nogueira (interino- diciembre de 2020)[18]
- Marcinho Guerreiro (diciembre de 2020–marzo de 2021)[19][20]
- Júnior Amorim (marzo de 2021–mayo de 2021)[21][22]
- Carlos Ferro (mayo de 2021–agosto de 2021)[23][24]
- Zé Augusto (agosto de 2021–outubro de 2021)[25][26]
- Marcinho Guerreiro (octubre de 2021–2021)[27]
- Carlos Ferro (diciembre de 2021–marzo de 2022)[28][29]
- Júlio César Nunes (marzo de 2022–agosto de 2022)[30][31]
- Marcinho Guerreiro (?–enero de 2024)[32]
- Leandro Flávio (interino- enero de 2024–presente)[2]

## Presidentes
- Célio Sérgio (2016–2018)[33]
- Natanael Júnior (interino- 2018/2018–2021)[34][35][36]
- Luís Carlos Matos (interino- 2021)[1]
- Yglésio Moyses (2021–presente)[1]

## Palmarés
Títulos estaduales
- Campeonato Maranhense (26):

1944, 1945, 1946, 1947, 1948, 1949, 1950, 1955, 1959, 1960, 1966, 1967, 1968, 1974, 1977, 1981, 1982, 1983, 1989, 2000, 2001, 2004, 2006, 2008, 2016, 2018
- Campeonato Maranhense Serie B (2):

2010, 2013
- Taça Cidade de São Luís (8):

1972, 1978, 1981, 1982, 1985, 1993, 2003, 2004
- Copa FMF (8):

1972, 1978, 1981 1982, 1985, 1993, 2003, 2004

## Participaciones en torneos nacionales
| Competencia           | Temporadas | Años                                                                         |
| Campeonato Brasileiro | 11         | 1960, 1961, 1966, 1967, 1972, 1973, 1975, 1978, 1979, 1982, 1983, 1984       |
| Serie B               | 13         | 1972, 1980, 1983, 1985, 1986, 1987, 1989, 1990, 1991, 1994, 1995, 1996, 1997 |
| Serie C               | 9          | 1981, 1992, 1998, 1999, 2000, 2001, 2004, 2005, 2017                         |
| Serie D               | 4          | 2009, 2014, 2016, 2018                                                       |
| Copa do Brasil        | 8          | 1990, 1999, ?2001, 2002, 2006, 2007, 2009, 2015                              |
| Copa do Nordeste      | 1          | 2015                                                                         |